# Heinrich Georg Erbshäuser
Heinrich Georg Erbshäuser (né en 1844 et mort en 1905 à Munich) est un pâtissier bavarois.

## Biographie
Heinrich Georg Erbshäuser ouvre en 1875 une pâtisserie à Munich. Sa boutique se trouve derrière le palais Leuchtenberg, près de la résidence du prince-régent Léopold de Bavière, et elle fournit les maisons de l'aristocratie et des hauts fonctionnaires. Il est nommé en 1890 fournisseur de la Cour. La pâtisserie est transformée en café-salon de thé en 1925. C'est encore l'un des cafés-salons de thé-pâtisseries les plus réputés de Munich.
Plusieurs sources nomment Erbshäuser comme le créateur de la fameuse Prinzregententorte, gâteau au chocolat prisé des Bavarois.

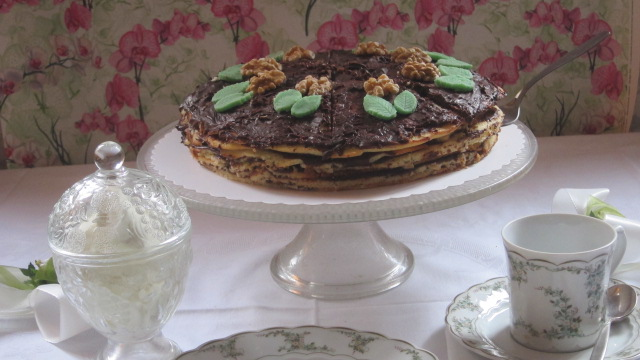
Prinzregententorte